# Elisabeth von Schwarzburg-Rudolstadt

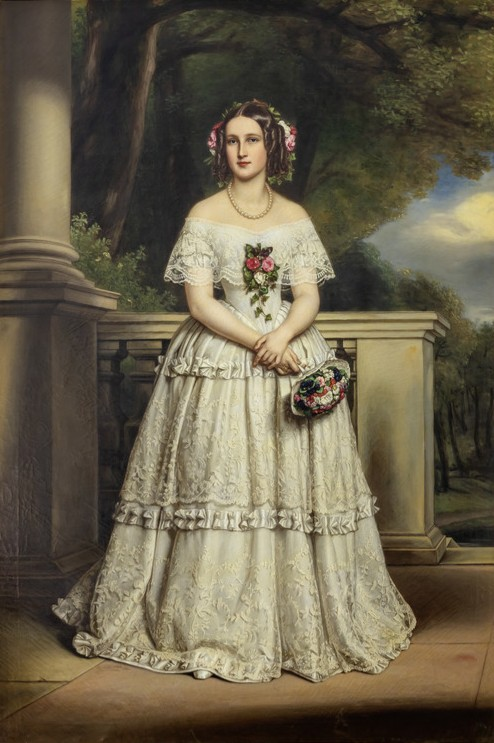
Elisabeth von Schwarzburg-Rudolstadt, Fürstin zur Lippe (Gemälde von Joseph Karl Stieler, 1853)

Elisabeth von Schwarzburg-Rudolstadt (* 1. Oktober 1833 in Rudolstadt; † 27. November 1896 in Detmold) war eine deutsche Prinzessin aus dem Haus Schwarzburg und durch Heirat von 1852 bis 1875 Fürstin zur Lippe.

## Leben
Elisabeth von Schwarzburg-Rudolstadt war das zweite Kind und die einzige Tochter des späteren Fürsten Albert und dessen Ehefrau Auguste Luise zu Solms-Braunfels. Die Prinzessin wurde „sehr einfach und streng“ von einer Schweizer Gouvernante erzogen. Zeichen- und Malereiunterricht erhielt Elisabeth vom nachmaligen letzten Rudolstädter Hofmaler Richard Schinzel.
Am 17. April 1852 heiratete sie in Rudolstadt Leopold III., Fürst zur Lippe und siedelte mit diesem nach Detmold über. Ihrer Heimat blieb Elisabeth weiterhin verbunden, so besuchte sie auch nach der Vermählung regelmäßig Rudolstadt. Die Fürstin war bei der Bevölkerung beliebt, allerdings entfremdete sich das Ehepaar zunehmend voneinander, worunter Elisabeth stark litt.
Elisabeth war für ihre Wohltätigkeit und Fürsorge bekannt, nahezu die gesamten ihr zur Verfügung stehenden Mittel wandte sie für karitative Zwecke auf. Des Weiteren veröffentlichte sie verschiedene Schriften (darunter ein Büchlein mit Bibelsprüchen für jeden Tag) und gestaltete künstlerisch Bibel- sowie Taufsprüche, aber auch größere Kunstblätter, die allesamt in hohen Auflagen gedruckt wurden. Die Erlöse dieser Werke kamen ebenfalls der Wohlfahrt zugute.
1861 gründete die Fürstin in Blomberg eine Kinderbewahranstalt, die nach ihr Elisabeth-Anstalt benannt wurde. Sie förderte ebenso die Gründung und Erhaltung des Augustineums in Namibia. Ferner trägt die Detmolder Elisabethstraße zu ihren Ehren diesen Namen.
Nach dem Tod Leopolds, die Ehe blieb kinderlos, bezog Elisabeth ihren Witwensitz im Neuen Palais Detmold. Fortan nahm sie nur noch selten Repräsentationsaufgaben wahr, verfolgte aber weiterhin das politische und gesellschaftliche Geschehen sowie ihre sozialen Belange. So veranlasste sie 1884, dass Prinzessin Luise (eine Schwester des Fürsten Woldemar) ihr Palais der staatlichen Rentkammer überließ, um dort die „Fürstlich Öffentliche Bibliothek“ (heute Lippische Landesbibliothek) unterzubringen. Daneben finanzierte die verwitwete Fürstin unter anderem 1885 den Neubau der Herberge zur Heimat mit 30.000 Mark. Die Turnhalle der Höheren Mädchenschule Detmold verdankte ihre Entstehung ebenfalls Elisabeth, sie war Patronin dieser Schule sowie Schirmherrin der acht Detmolder Frauenvereine.
Seit dem Tod ihres Bruders Georg Albert, zu dem sie zeitlebens eine innige Bindung hatte, hielt sich Elisabeth regelmäßig in Niederkrossen auf. Das dort befindliche Rittergut, welches nach dem Tod Georg Alberts in ihren Besitz überging, ließ sie bewirtschaften. Auch wurde auf ihr Betreiben eine Handarbeitsschule im Ort errichtet. Bei ihrem letzten Aufenthalt im Herbst 1896 zog sich die Fürstinwitwe eine Lungenentzündung zu, an deren Folgen sie am 27. November gegen 23 Uhr verstarb. Gemäß ihrem Wunsch wurde Elisabeth nicht in Detmold, sondern am 3. Dezember 1896 in der Fürstengruft der Rudolstädter Stadtkirche St. Andreas beigesetzt.

## Schriften (Auswahl)
- Allerlei zum Nachdenken. Hartung & Sohn, Rudolstadt 1884.
- Tausend Sprüche. Justus Naumann, Dresden, ohne Jahresangabe.
- Christus ist mein Leben, Sterben ist mein Gewinn. 25 Trostverse in 12 Texten. Bethel, Bielefeld 1893.